# David C. Oren
David Conway Oren (* 20. Mai 1953) ist ein US-amerikanischer Ornithologe. Sein Forschungsschwerpunkt ist die Biodiversität im brasilianischen Amazonasgebiet.

## Leben
1975 machte Oren seinen Bachelor-Abschluss an der Yale University. 1978 graduierte er zum Master an der Harvard University. 1981 wurde er mit der Dissertation Zoogeographic Analysis of the White Sand Campina Vegetation of Amazonia unter der Leitung von Robert Edward Cook zum Ph.D. an der Harvard University promoviert. 
Von 1981 bis 2008 war er wissenschaftlicher Mitarbeiter am Museu Paraense Emílio Goeldi in Belém. Von 1986 bis 1987 war er Lehrbeauftragter an der University of Florida. Von 1987 bis 2008 war er Professor an der Universidade Federal do Pará. Von 1996 bis 2000 war er Schatzmeister bei der Organisation Sociedade Brasileira de Ornitologia. Ferner war er Herausgeber des Organisationsjournals Ornitologia Neotropical. Von 2000 bis 2007 war er wissenschaftlicher Leiter bei der Organisation The Nature Conservancy in Brasilien. Zu seinen Forschungsinhalten zählen Umweltverträglichkeitsstudien, die Naturschutzplanung sowie öffentliche Naturschutzprojekte im Pantanal, der Caatinga, in der Mata Atlântica, im Amazonasgebiet sowie im Gran Chaco.
Oren beschrieb die Unterarten Procnias albus wallacei der Einlappenkotinga (1985), Zonotrichia capensis novaesi der Morgenammer (1985), Xiphocolaptes major estebani des Rötelbaumsteigers (1991) und Hylexetastes perrotii brigidai des Weißbart-Baumsteigers (1995). 2001 beschrieb er die Tyrannen-Art Suiriri islerorum, die heute als Synonym für den Chapadatyrann (Suiriri affinis) gilt. 2004 beschrieb er mit Robb T. Brumfield und Bret M. Whitney den Divisorameisenwürger (Thamnophilus divisorius).
Neben der Ornithologie befasst sich Oren mit der Kryptozoologie. 1993 veröffentlichte er in der Zeitschrift Goeldiana Zoologia einen Artikel über Mapinguari, ein mythisches Ungeheuer aus den Legenden der Cario-Indianer, bei dem es sich laut Oren um das ausgestorbene Megatherium handeln könnte.

## Dedikationsnamen
2013 wurde die Ameisenvogelart Myrmotherula oreni zu Ehren von David C. Oren benannt. Heute gilt das Taxon als Unterart des Iheringameisenschlüpfers (Myrmotherula iheringi).